# Juliet Berto
Juliet Berto, pseudoniem van Annie Lucienne Marie Louise Jamet, (Grenoble, 16 januari 1947 – Breux-Jouy, 10 januari 1990) was een Frans actrice, filmregisseuse en scenarioschrijfster.

## Biografie
Na een ontmoeting in 1966 met Jean-Luc Godard kreeg Berto een kleine rol in de film Deux ou trois choses que je sais d'elle en een grotere rol in de film La Chinoise. Ze speelde vervolgens in meer films van Godard en andere regisseurs van de nouvelle vague.
Berto schreef ook filmscenario's en regisseerde een aantal films, waaronder Neige uit 1981 en Cap Canaille uit 1982. In 1987 was ze lid van de jury van het filmfestival van Berlijn.
Ze was getrouwd met de Franse acteur Michel Berto. Juliet Berto overleed in januari 1990 op 42-jarige leeftijd aan borstkanker.

## Filmografie

### Als actrice (selectie)
- 1967: Deux ou trois choses que je sais d'elle van Jean-Luc Godard
- 1967: La Chinoise van Jean-Luc Godard als Yvonne
- 1967: Week-end van Jean-Luc Godard als een activiste
- 1967: Juliet dans Paris van Claude Miller (kortfilm)
- 1968: Le Gai Savoir van Jean-Luc Godard als Patricia Lumumba
- 1968: Slogan van Pierre Grimblat als de assistente van Serge
- 1970: Vladimir et Rosa van Jean-Luc Godard als Juliet
- 1971: Out 1: noli me tangere van Jacques Rivette als Frédérique
- 1972: Sex-shop van Claude Berri als Isabelle
- 1972: Les Caïds van Robert Enrico als Célia Murelli
- 1973: Défense de savoir van Nadine Trintignant als Juliette Cristiani
- 1973: Le Retour d'Afrique van Alain Tanner als Juliet
- 1974: Céline et Julie vont en bateau van Jacques Rivette als Céline
- 1974: Le Mâle du siècle van Claude Berri als Isabelle
- 1974: Le Milieu du monde van Alain Tanner als Juliette
- 1974: Le Protecteur van Roger Hanin
- 1975: Duelle van Jacques Rivette als Leni
- 1976: Monsieur Klein van Joseph Losey als Jeanine
- 1978: Bastien, Bastienne van Michel Andrieux als Catherine
- 1978: L'Argent des autres van Christian de Chalonge als Arlette Rivière
- 1981: Neige als Anita
- 1982: Cap Canaille van Paule Baretto
- 1984: La Vie de famille van Jacques Doillon als Mara
- 1984: Une vie suspendue van Jocelyne Saab als Juliette
- 1984: Cinématon no 441 van Gérard Courant
- 1986: Un amour à Paris van Merzak Allouache als Mona

### Als regisseuse
- 1974: Babar Basses'mother (kortfilm)
- 1981: Neige, geregisseerd samen met Jean-Henri Roger
- 1982: Cap Canaille, geregisseerd samen met Jean-Henri Roger
- 1986: Havre
- 1989: Damia: concert en velours noir (documentaire)